# Гранд-Бланк (Мічиган)
Гранд-Бланк (англ. Grand Blanc) — місто (англ. city) в США, в окрузі Дженесі штату Мічиган. Населення — 8091 особа (2020).

## Географія
Гранд-Бланк розташований за координатами 42°55′43″ пн. ш. 83°37′1″ зх. д. / 42.92861° пн. ш. 83.61694° зх. д. (42.928522, -83.616881).  За даними Бюро перепису населення США в 2010 році місто мало площу 9,39 км², з яких 9,35 км² — суходіл та 0,04 км² — водойми.

## Демографія
Згідно з переписом 2010 року, у місті мешкало 8276 осіб у 3566 домогосподарствах у складі 2158 родин. Густота населення становила 881 особа/км².  Було 3784 помешкання (403/км²).
Расовий склад населення:
| - 82,5 % — білих - 11,1 % — чорних або афроамериканців - 2,8 % — азіатів - 0,4 % — корінних американців |

До двох чи більше рас належало 2,9 %. Частка іспаномовних становила 2,6 % від усіх жителів.
За віковим діапазоном населення розподілялося таким чином: 24,3 % — особи молодші 18 років, 59,4 % — особи у віці 18—64 років, 16,3 % — особи у віці 65 років та старші. Медіана віку мешканця становила 39,1 року. На 100 осіб жіночої статі у місті припадало 86,1 чоловіків;  на 100 жінок у віці від 18 років та старших — 82,7 чоловіків також старших 18 років.
Середній дохід на одне домашнє господарство  становив 66 807 доларів США (медіана — 46 743), а середній дохід на одну сім'ю — 82 310 доларів (медіана — 59 225). Медіана доходів становила 51 055 доларів для чоловіків та 37 750 доларів для жінок. За межею бідності перебувало 16,7 % осіб, у тому числі 22,8 % дітей у віці до 18 років та 5,1 % осіб у віці 65 років та старших.
Цивільне працевлаштоване населення становило 3327 осіб. Основні галузі зайнятості: освіта, охорона здоров'я та соціальна допомога — 28,7 %, роздрібна торгівля — 14,4 %, виробництво — 13,5 %.